# Nicolás de Villacis
Nicolás de Villacis y Arias (Murcia, 1616-1694) est un peintre espagnol, classé parmi les disciples de Diego Velázquez et l'un des principaux représentants de la peinture baroque de Murcie, bien que peu d’œuvres de sa main soient conservées. C'est Antonio Palomino qui nous informe sur sa relation avec Velázquez, qui n'est pas documentée par ailleurs, et qui conclut sa biographie par « Ce grand artiste brilla jusque dans les années 1690, année de sa mort, alors qu'il n'était pas très âgé. Aujourd'hui, se trouvent dans les mains d'une femme, sa fille, différentes lettres qu'il écrivit à son maître don Diego Vélasquez Diego Velázquez, lui demandant de l'employer au service du roi et le faire peintre de Sa Majesté, ce qu'il n'accepta jamais, pour ne pas abandonner le calme que lui offrait les revenus que lui dispensaient son honorable patrimoine »,.

## Biographie
Il naquit à Murcie le 9 septembre 1616 dans le sein d'une famille bourgeoise. Son père était marchand d'étoffes et Dépositaire Général jury de la ville. À l'âge de seize ans il voyagea à Madrid et il put connaître le travail de Diego Velázquez. Il suivit par la suite des études en Italie, où il se trouvait en 1643. Il se lia d'amitié avec Franceso Torriani et se maria avec sa sœur ; en conséquence il ouvrit un atelier à Comme. Pourtant, n'ayant pas beaucoup de succès il rentra à Murcie en 1650.
Son œuvre la plus connue est les peintures peintures murales du couvent de la Trinité de Murcie, où s'était retiré son père après son veuvage, ce qui put influencer dans son embauche.
Selon la description d'Antonio Palomino, bien qu'inachevées à la mort du peintre, les peintures s'étendaient à la chapelle majeure, dans laquelle il n'y avait pas d'autre retable que celui peint par Villacis à base de trompe-l’œil, avec une Sainte Trinité sur la corniche, et le bras de l'Évangile. Sur les éléments architecturaux peints en trompe-l’œil, il représenta quatre scènes de la vie de San Blas, et par-dessus, de fausses balustres en pierre qui s'ajoutaient aux portraits fidèles des cavaliers de la ville et des moines de sa propre maison. Après que l'église fut convertie en caserne en 1835, lors de la désamortissement de Mendizabal, on ne put sauver que quelques fragments qui furent transférés sur toile par Juan Albacete en 1867. Ce sont ceux qui se trouvent restaurés au Musée de Beaux-Arts de Murcie, bâti précisément à l'emplacement de l'ancien couvent. Les œuvres qui restent sont: Portrait de trois amis, Tête de moine, Le cavalier du chambergo, Un prêtre avec acolyte et Un ange.
Les autres œuvres qu'il réalisa furent  en 1654 une carte pour la mairie, en 1657 une peana pour la confrérie du Rosaire, en 1659 le retable de l'église d'Aspe, entre 1665 et 1669 il peignit divers objets pour les exequias des rois. Une sainte Claire, une Vierge de la Charité et un San Bruno semblent être de la même époque. Sa dernière peinture connue est un portrait du Corregidor Pueyo conservé en l'Ermitage du Pilar et réalisé en 1680,.
Il mourut le 8 avril 1694. Son disciple José García Hidalgo, dans le prologue de ses Principes pour étudier le très noble art de la peinture, le nomma « valeureux Peintre sur le vif, à l'huile, grand Sculpteur, et Architecte».